# Poezja (czasopismo)
Poezja – polski miesięcznik poświęcony poezji, wychodzący w latach 1965–1990.
Czasopismo powstało w Warszawie w 1965 roku z inicjatywy Juliana Przybosia, który pełnił do 1968 rolę zastępcy redaktora naczelnego. Kolejnymi redaktorami naczelnymi byli: Jan Zygmunt Jakubowski (lata 1965–1972), Bohdan Drozdowski (1972–1987) oraz Marek Wawrzkiewicz (1987–1990). Od 1969 roku miesięcznik nagradzał najlepsze debiuty poetyckie w formie książkowej. Liczne numery miały formę monografii. Pierwszy numer wydany został w grudniu 1965 roku. Ostatni numer ukazał się w 1990 roku.